# Onimusha: Warlords
Onimusha: Warlords, anomenat al Japó Onimusha (鬼武者), és un videojoc d'acció i aventura i el primer títol de la saga Onimusha, publicat a PlayStation 2 el 2001. Una versió actualitzada Genma Onimusha (幻魔 鬼武者) per a l'Xbox va ser publicada el 2002. La versió original de Warlords va ser portada a Microsoft Windows, tot i que només era disponible a la Xina i Rússia. Un remaster HD per a la Nintendo Switch, la PlayStation 4, l'Xbox One, i Windows via Steam fou publicat el 15 de gener de 2019.
La trama es desenvolupa al període Sengoku i se centra en el samurai Samanosuke Akechi que lluita contra les forces d'Oda Nobunaga. Després de la mort de Nobunaga en el camp de batalla, Samanosuke va a salvar la princesa Yuki dels dimonis que col·laboren amb les forces de Nobunaga. El jugador controla a Samanosuke i la seva companya, una ninja dita Kaede, en la seva lluita contra els dimonis.
Mentre que el joc manlleva elements de la saga survival horror Resident Evil del propi Capcom, com ara resoldre trencaclosques i una càmera fixa, el joc està centrat més en el gènere d'acció amb Samanosuke posseint múltiples armes que es poden actualitzar derrotant diversos enemics. Capcom originàriament volia llançar el joc per a la PlayStation, però el llançament proper d'una nova generació de consoles va provocar que el projecte fos descartat.
Després de la seva publicació Onimusha: Warlords va aconseguir una gran popularitat, sent el primer joc de PlayStation 2 al milió de vendes. Les seves vendes finalment van superar els dos milions d'unitats a tot el món. El joc ha estat ben rebut per les publicacions de videojocs i ha estat reconegut com un dels millors títols del sistema. Li van seguir dues seqüeles directes per a la mateixa consola i altres tres jocs dins de la franquícia.